# 1. FC Lokomotive Leipzig
Az 1. FC Lokomotive Leipzig, labdarúgócsapatát 1893-ban VfB Leipzig néven alapították a Németországban található Lipcsében. A német labdarúgás történetének első bajnoka, jelenleg a Regionalliga Nordost résztvevője.

## Története

### 1893–1946 (Kezdetek – VfB Leipzig)
Johannes Kirmse és Albert Roessler, 1893. november 11-én létrehozta a Sportbrüder Leipzig szövetséget. Három évvel később Theodor Schöffler kezdeményezésére, alakult meg VfB Leipzig néven a labdarúgó szakosztály 1896. május 13-án.
Első hivatalos mérkőzésüket a helyi Lindenau sportpályán a Leipziger BC 1893 ellen játszották és nyerték meg 3-1 arányban, majd 1900-ban az egyik alapító tagja lett az újonnan alakult Német labdarúgó-szövetségnek.
A klub 1900-tól rohamos fejlődésnek indult, köszönhetően Schöffler ambiciózus vezetésének, aki játékosként, edzőként és elnökként is a csapat motorja volt.
A Német Labdarúgó-szövetség az 1902-1903-as szezonban indította el első alkalommal az országos labdarúgó-bajnokságot, melyet hat klub részvételével rendeztek meg. A kieséses rendszerben zajlott pontvadászatot három győzelemmel és imponáló 16-6-os gólaránnyal nyerte a csapat, melynek sikerét Schöffler már nem érhette meg, az év márciusában bekövetkezett halála végett.
```
AZ 1903-AS NÉMET BAJNOKSÁG GYŐZTESEI:
Ernst Raydt – Erhard Schmidt, Arthur Werner – Wilhelm Rößler, Walter Friedrich, Otto Braune – Georg Steinbeck, Bruno Stanischewski, Heinrich Riso, Adalbert Friedrich, Ottomar Aßmus
```

Az 1900-as évek elején a klub átvette a vezető szerepet a német labdarúgásban és első sikerüket követően még két országos bajnoki címmel (1906 és 1913) egészítették ki gyűjteményüket.
Az első világháború alatt azonban a bajnokságot szüneteltetették és ezalatt a VfB négy játékosát veszítette el az 1913-as bajnokcsapatából, a háború következményei miatt. Az újjáépítés nem ment könnyen, a sikerek csak ritkán jöttek. Néhány közép-német labdarúgókupa és városi bajnoki cím azonban kevés volt a felemelkedéshez. 1944-ig ingáztak az első osztály és a regionális ligák között, végül 1946-ban a szovjet erők megszüntették a csapatot, így több játékos is távozott a nem hivatalos jogutód BSG Probstheida csapatába.

### 1946–1966 (Útkeresés – BSG Probstheida, BSG Einheit Ost, Rotation Leipzig, SC Leipzig)
A csapat az újonnan létrehozott keletnémet labdarúgó-bajnokságban több néven is feltűnt (többek között BSG Erich Zeigner Probstheida, BSG Einheit Ost, SC Rotation Leipzig). A városban időközben megalakult BSG Chemie Leipzig az NDK egyik élcsapatává nőtte ki magát, míg a Rotation az 1953-tól lett részese újra az első osztálynak, abban az évben, amikor az újonnan alakult SC Lokomotive Leipzig csapata átvette a másodosztályból feljutó, de időközben visszalépett ASK Vorwärts Berlin indulási jogát.
Három lipcsei együttes a Labdarúgó-szövetség döntésének értelmében nem vehetett részt a bajnokságban, így a Chemie csapatát átköltöztették Halle városába. 1963-ban egyesült a Rotation és a Lokomotive és az SC Leipzig sportkör tagjaivá váltak, azonban a klub tiszavirág életet biztosított a labdarúgó szakosztálynak, akik 1966-ban felvették az 1. FC Lokomotive Leipzig nevet.

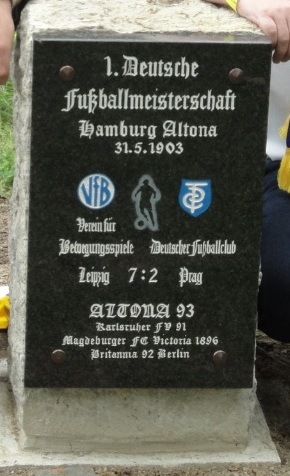
Az első bajnoki emlékkő a Bruno-Plache-Stadionnál van elhelyezve.

## Sikerlista

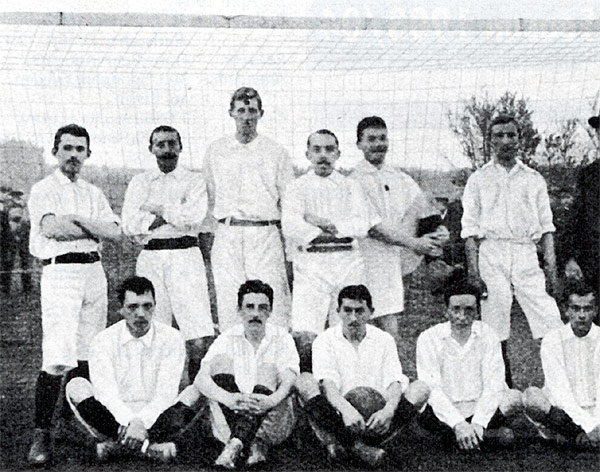
Az első, 1903-as német bajnokság győztes csapata

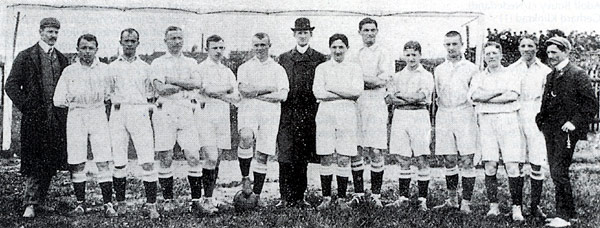
Bajnokcsapat 1906-ból

### Hazai
- 3-szoros német bajnok: 1903, 1906, 1913
- 1-szeres NOFV-Oberliga Süd bajnok: 2016
- 1-szeres német kupagyőztes: 1936
- 5-szörös keletnémet kupagyőztes: 1976, 1981, 1986, 1987
- 11-szeres közép-német bajnok: 1903, 1904, 1906, 1907, 1910, 1911, 1913, 1918, 1920, 1925, 1927

### Nemzetközi
- 1-szeres Intertotó-kupagyőztes: 1966

## Játékoskeret
2017. március 8-tól
| #  |     | Poszt | Név                         |
| -- | --- | ----- | --------------------------- |
| 1  | CAN | K     | Julien Latendresse-Levesque |
| 20 | GER | K     | Christopher Schulz          |
| 31 | GER | K     | Benjamin Kirsten            |
| 3  | GER | V     | Markus Krug                 |
| 4  | GER | V     | Marcel Trojandt             |
| 5  | GER | V     | Christian Hanne             |
| 6  | GER | V     | Steffen Fritzsch            |
| 17 | GER | V     | Steven Heßler               |
| 19 | GER | V     | Ronny Surma                 |
| 21 | GER | V     | Robert Zickert              |
| 24 | GER | V     | Pascal Ibold                |
| 25 | GER | V     | Peter Misch                 |

| #  |     | Poszt | Név              |
| -- | --- | ----- | ---------------- |
| 8  | GER | KP    | Daniel Becker    |
| 10 | GER | KP    | Paul Schinke     |
| 15 | JPN | KP    | Hiromu Watahiki  |
| 18 | GER | KP    | Nils Gottschick  |
| 22 | GER | KP    | Andy Wendschuch  |
| 23 | GER | KP    | Jonas Arnold     |
| 7  | GER | CS    | Maik Georgi      |
| 9  | GER | CS    | Kevin Zimmermann |
| 11 | GER | CS    | Felix Brügmann   |
| 13 | GER | CS    | Djamal Ziane     |
| 14 | GER | CS    | Paul Maurer      |
| 16 | GER | CS    | Ramón Hofmann    |

## Ismertebb játékosok
- René Adler
- Wolfgang Altmann
- Dirk Anders
- Frank Baum
- Gunther Baumann
- Rainer Baumann
- Franklin Bittencourt
- Edgar Blüher
- Uwe Bredow
- Disztl Péter
- Frank Edmond
- Rico Engler
- Henning Frenzel
- Adalbert Friedrich
- Rudolf Große
- Thorsten Görke
- Bernd Hobsch
- Torsten Jülich
- Mario Kern
- Ronald Kreer
- Dieter Kühn
- Hans-Jörg Leitzke
- Matthias Liebers
- Matthias Lindner
- Wolfram Löwe
- Olaf Marschall
- Jiří Mašek
- René Müller
- Norikazu Murakami
- Darko Pancsev
- Eduard Pendorf
- Paul Pömpner
- Heinrich Riso
- Uwe Rösler
- Gunnar Sauer
- Johannes Schneider
- Heiko Scholz
- Theodor Schöffler
- Peter Schöne
- Philipp Serrek
- Didier Six
- Karl Uhle
- Camillo Ugi
- Willy Völker
- Roland Wohlfarth
- Sebastian Zielinsky
- Uwe Zötzsche

## Fordítás
- Ez a szócikk részben vagy egészben  a(z)   1. FC Lokomotive Leipzig című német Wikipédia-szócikk fordításán alapul.  Az eredeti cikk szerkesztőit annak laptörténete sorolja fel. Ez a jelzés csupán a megfogalmazás eredetét és a szerzői jogokat jelzi, nem szolgál a cikkben szereplő információk forrásmegjelöléseként.